# Stolephorus teguhi
Stolephorus teguhi är en fiskart som beskrevs av Kimura, Hori och Koichi Shibukawa 2009. Stolephorus teguhi ingår i släktet Stolephorus och familjen Engraulidae. Inga underarter finns listade i Catalogue of Life.